# Hoàng Đạo Thúy
Hoàng Đạo Thúy (1900–1994) là một nhà cách mạng và nhà hoạt động văn hóa xã hội Việt Nam. Ông từng là thủ lĩnh Phong trào Hướng đạo Việt Nam tại khu vực Bắc Kỳ thuộc Pháp và là một Đại tá Quân đội nhân dân Việt Nam.

## Thân thế gia đình
Hoàng Đạo Thúy sinh năm 1900 tại số nhà 7 phố Hàng Đào, Hoàn Kiếm, Hà Nội. Tổ tiên ông vốn gốc họ Cung ở làng Kim Lũ, xã Đại Kim, huyện Thanh Trì, phủ Thường Tín, tỉnh Hà Đông (nay thuộc quận Hoàng Mai, Hà Nội). Cha của ông là một nhà Nho tên Hoàng Đạo Thành, hiệu Cúc Lữ. Đích mẫu của ông là bà Thu Minh. Mẹ của ông tên là Nguyễn Thị Môn, là vợ thứ hai. Chị gái ông tên Hoàng Thị Uyên, thường gọi là bà Cả Mọc.

## Sáng lập phong trào Hướng đạo Việt Nam
Thuở nhỏ, Hoàng Đạo Thúy theo học tại Trường Bưởi (nay là trường Chu Văn An, Hà Nội). Sau khi học xong, ông làm giáo viên Tiểu học tại Trường Sinh Từ từ những năm 1920, nhiều năm cư trú tại làng Đại Yên (nay thuộc phường Ngọc Hà, quận Ba Đình, Hà Nội).
Trong thời gian dạy học, ông bắt đầu nghiên cứu và tìm hiểu về xã hội, lịch sử dân tộc. Ông cũng hay tìm hiểu về các tài liệu về Hướng đạo của Liên đoàn Hướng đạo Pháp, và cho rằng đây có thể là một cách để chấn hưng và truyền bá phong hóa của người Việt Nam thời hiện đại.
Trong những năm từ 1927-1930, các đoàn Hướng đạo Việt Nam đầu tiên xuất hiện ở miền Bắc, hầu hết đều trực thuộc Hội Hướng đạo Pháp. Năm 1929, Hoàng Đạo Thúy cho in quyển Hướng đạo sinh tại Nhà in Đông Tây ở Hàng Bông. Cùng trong năm này, ông cùng một số bạn đồng chí thành lập "Hội Hướng đạo Việt Nam".
Năm 1931, ông thành lập Ấu đoàn Việt Nam đầu tiên tên là đoàn Lê Lợi, với tên rừng là Hổ Sứt (sau đổi tên thành Hổ Mài Nanh). Cùng với việc thành lập đoàn Lê Lợi, một bạn đồng chí của ông là bác sĩ Trần Duy Hưng đã thành lập Thiếu đoàn Hùng Vương. Lúc đó, các tổ chức hướng đạo Việt Nam này dùng danh xưng là Đồng tử quân.
Năm 1933, ông đổi lại danh xưng là Hướng Đạo Sinh và chọn áo sơ mi màu củ nâu với quần cụt màu xanh nước biển làm đồng phục. Tổ chức và sinh hoạt theo mẫu Hướng đạo Pháp.
Phong trào phát triển rất nhanh, với sự gây dựng của các trưởng đi tiên phong và sự giúp đỡ của Hướng đạo Pháp. Hướng đạo Việt Nam khi đấy đã tổ chức được 3 ngành: Ấu, Thiếu và Tráng. Đáng kể nhất là Tráng đoàn Lam Sơn, một trong những tráng đoàn đầu tiên cột trụ của phong trào Hướng đạo Việt Nam tại miền Bắc do chính Hoàng Đạo Thúy hướng dẫn. Ông cũng là tác giả các cuốn Hướng Đạo Đoàn, Đội Của Tôi với bút hiệu Ba Tô. Năm 1936, khi Liên hội Đông Dương được thành lập, ông là một trong những Ủy viên phụ trách ngành Tráng sinh và là Thủ lĩnh của phong trào hướng đạo Bắc Kỳ được người Pháp hết sức nể trọng.
Những năm 1940, ông là thành viên Ban biên tập báo Thanh Nghị, phụ trách các vấn đề giáo dục, văn hóa, hướng dẫn thanh thiếu niên theo phương pháp Hướng đạo. Cùng thời điểm, ông tham gia hoạt động phong trào Truyền bá Quốc ngữ, phong trào Cứu tế xã hội ở miền Bắc, Hội viên Hội Tân Việt Nam ....

## Tham gia cách mạng
Đến những năm 1940, Hội Hướng đạo Việt Nam có tổ chức rộng khắp Đông Dương. Trong số những tráng sinh ngày ấy nhiều người sau này đã trở thành những cán bộ cốt cán trong chính quyền Việt Nam Dân chủ Cộng hòa như Tạ Quang Bửu, Trần Duy Hưng, Nguyễn Hữu Đang, Dương Đức Hiền, Vũ Quý,... Với tinh thần yêu nước, ông đã có liên lạc với một số nhà cách mạng như Hoàng Văn Thụ, Trần Đăng Ninh. Năm 1943, với sự hướng dẫn của ông Vũ Quý, ông bắt đầu hướng phong trào hướng đạo tham gia phong trào Việt Minh.
Tháng 6 năm 1945, ông từ chối làm Bộ trưởng Thanh niên của Chính phủ Trần Trọng Kim. Tháng 8 năm 1945, ông được mời và được Trần Quốc Hoàn, Hà Huy Giáp đưa lên Tân Trào dự Quốc dân Đại hội. Tại đây, ông gặp Chủ tịch Hồ Chí Minh và các ông Trường Chinh, Phạm Văn Đồng.
Sau Việt Minh giành được chính quyền và Chủ tịch Hồ Chí Minh đọc Tuyên ngôn độc lập, ngay chiều ngày 2 tháng 9 năm 1945, đích thân ông Võ Nguyên Giáp, khi đó là Bộ trưởng Bộ Nội vụ kiêm Tổng chỉ huy các lực lượng vũ trang đến mời ông đến Bắc Bộ Phủ bàn nhiệm vụ xây dựng hệ thống thông tin liên lạc quân sự trong cả nước.
Ngày 9 tháng 9 năm 1945, Phòng Thông tin Liên lạc trực thuộc Bộ Tổng Tham mưu được thành lập, ông được cử giữ chức vụ Trưởng phòng đồng thời là Ủy viên Ban Quân sự toàn quốc.
Trong Tổng tuyển cử Quốc hội đầu tiên 6 tháng 1 năm 1946, ông trúng cử Đại biểu Quốc hội Việt Nam đại diện khu vực tỉnh Thái Bình.
Theo Sắc lệnh số 35 của Chủ tịch Chính phủ ký ngày 25 tháng 3 năm 1946, ông được phân công làm Cục trưởng Chính trị Cục. Ông giữ chức vụ này đến ngày 24 tháng 4 năm 1946 (được thay bởi Hoàng Văn Hoan) thì được giao nhiệm vụ phụ trách xây dựng Trường Võ bị Trần Quốc Tuấn, đào tạo cán bộ quân sự cho lực lượng quân đội còn non trẻ. Trường Võ bị Trần Quốc Tuấn được thành lập ngày 17-4-1946 trên cơ sở Trường Huấn luyện Cán bộ Việt Nam. Giám đốc là Hoàng Đạo Thúy, Phó Giám đốc là Trần Tử Bình. Ngày 26-5-1946, Trường Võ bị Trần Quốc Tuấn khai giảng khóa học đầu tiên tại Sơn Tây. Chủ tịch Hồ Chí Minh đến thăm và huấn thị.
Ngày 1 tháng 5 năm 1947, ông được kết nạp vào Đảng Cộng sản Đông Dương tại cơ quan Tỉnh ủy Bắc Kạn.
Ngày 9 tháng 10 năm 1947, Trường Võ bị Trần Quốc Tuấn được biên chế thành Trung đoàn E79, ông trở thành Trung đoàn trưởng. Trung đoàn tổ chức đánh thắng 2 trận Đầm Hồng và Yên Thịnh, phá vỡ kế hoạch hợp điểm của quân Pháp tại Bản Thi trong Chiến dịch Léa.
Năm 1948, ông được bổ nhiệm làm Cục trưởng Cục Giao thông công binh  rồi Cục trưởng Cục Quân huấn  Bộ Tổng Tham mưu. Cũng trong năm này, ông được đích thân Chủ tịch Hồ Chí Minh mời và bổ nhiệm giữ vai trò Tổng Thư ký đầu tiên của Phong trào thi đua toàn quốc.
Ngày 25 tháng 6 năm 1949, Cục Thông tin Liên lạc ra đời trên cơ sở Phòng Thông tin Liên lạc (nay là Binh chủng Thông tin Liên lạc) được thành lập, ông được bổ nhiệm giữ chức Cục trưởng đầu tiên (Phó Cục trưởng là ông Nguyễn Văn Tình). Ông đã tham gia chỉ đạo công tác thông tin trong nhiều chiến dịch quan trọng trong đó có Chiến dịch Biên giới, Chiến dịch Điện Biên Phủ.
Sau 1954, ông tiếp tục giữ chức vụ Cục trưởng Cục Thông tin Liên lạc (nay là Tư lệnh Binh chủng Thông tin Liên lạc).
Năm 1958, ông được phong quân hàm Đại tá.

## Một nhà văn hóa lớn
Năm 1962, ông chuyển ngành sang công tác tại Ủy ban Dân tộc Trung ương và giữ chức Giám đốc Trường Dân tộc Trung ương. Ông giữ chức vụ này cho đến khi nghỉ hưu năm 1966.
Sau khi nghỉ hưu, ông về ở tại căn nhà nhỏ của Tổ tiên để lại ở làng Đại Yên, (thuộc phường Ngọc Hà, quận Ba Đình), Hà Nội. Trong suốt gần 30 năm cuối đời, ông để lại nhiều tác phẩm thuộc nhiều lĩnh vực giáo dục, xã hội, chính trị, quân sự, lịch sử, văn hóa... Đặc biệt là những tác phẩm về lĩnh vực nghiên cứu lịch sử văn hóa Hà Nội. Vì lẽ đó, ông được mệnh danh là nhà Hà Nội học hàng đầu của Việt Nam.
Trường hợp của Đại tá Hoàng Đạo Thúy khá đặc biệt và hiếm có, bởi ông hoạt động trên rất nhiều lĩnh vực khác nhau và trong lĩnh vực nào cũng để lại những dấu ấn đặc biệt. Mà theo đúng như ông đúc kết lại trong câu nói: "Dạy học 28 năm, làm Hướng đạo 15 năm, vào bộ đội 20 năm... Cả đời yêu nước. Làm gì cũng nghĩ yêu nước. Từ dạy học, làm Hướng đạo, vào bộ đội, làm trường Dân tộc, vì yêu nước. Đến cầm bút viết cũng vì mục đích ấy".
Ông mất vào ngày 14 tháng 2 năm 1994 (tức mồng 5 tháng 1 năm Giáp Tuất) tại Hà Nội, không lâu sau sinh nhật 94 tuổi. Trước khi mất, ông có làm một bài thơ cuối cùng có tựa đề là Ngủ quên, mà dưới bài thơ đó còn viết hai dòng ghi rõ tên và năm sinh, năm ...mất của mình: "Hoàng Đạo Thúy/1900-1994".

## Tác phẩm
Ông là tác giả nhiều cuốn sách có giá trị. Các tác phẩm chính của ông là:
- Hướng đạo sinh (1929)
- Bác Hai Bền (1941)
- Trai nước Nam làm gì? (1943)
- Nghề thầy (1944) [11]
- Những ngày hè vui khỏe
- Thi đua ái quốc (1948)
- Thông tin liên lạc sơ lược (1948)
- Ông cha ta đánh giặc như thế nào? (1959)
- Người và cảnh Hà Nội
- Thăng Long - Đông Đô - Hà Nội (1969)
- Phố phường Hà Nội xưa (1974)
- Đi thăm đất nước (1978)
- Lên đường hạnh phúc (1985)
- Đất nước ta (1980, cùng viết)
- Hà Nội thanh lịch.[12]

## Vinh danh
Nhà nước Việt Nam đã trao tặng ông Huân chương Độc lập hạng nhất, Huân chương Chiến công hạng nhất và Huân chương Chiến thắng hạng nhất.
Tại kỳ họp thứ tư của Hội đồng Nhân dân thành phố Hà Nội khóa XIII (2005), các đại biểu đã thông qua nghị quyết lấy tên ông đặt cho đoạn đường từ trường trung học phổ thông Nhân Chính, qua khu nhà cao tầng của dự án đô thị mới cao cấp Vinaconex (khu chung cư 17 tầng của khu đô thị Trung Hòa - Nhân Chính) đến đường Trần Duy Hưng. Tuyến đường này dài 1.100m, rộng 40m.

## Gia đình
- Cha của Hoàng Đạo Thúy là Hoàng Đạo Thành là quan triều đình Nhà Nguyễn[13]. Hai cha con đều được lấy tên đặt cho đường phố Hà Nội. Anh trai của ông là Cử nhân Hoàng Đạo Phương, một thương gia giàu có ở Hà Nội ngày xưa. Chị gái ông là nữ sĩ Hoàng Thị Uyển, tức bà Cả Mọc, Hội trưởng Hội Tế sinh Bắc Việt[14].
- Con trai của Hoàng Đạo Thúy là Kiến trúc sư Hoàng Đạo Kính, cháu nội là Tiến sĩ ngành kiến trúc - Kiến trúc sư Hoàng Đạo Cương (từ 10/2020 là Thứ trưởng Bộ Văn hóa - thể thao và du lịch) và Hoàng Đạo Quang (Tiếp tục bổ sung).
- Ông là cha vợ của Giáo sư Tạ Quang Bửu, cố Bộ trưởng Bộ Đại học và Trung học chuyên nghiệp (nay là Bộ Giáo dục và Đào tạo).